# عملات الروبية الإندونيسية

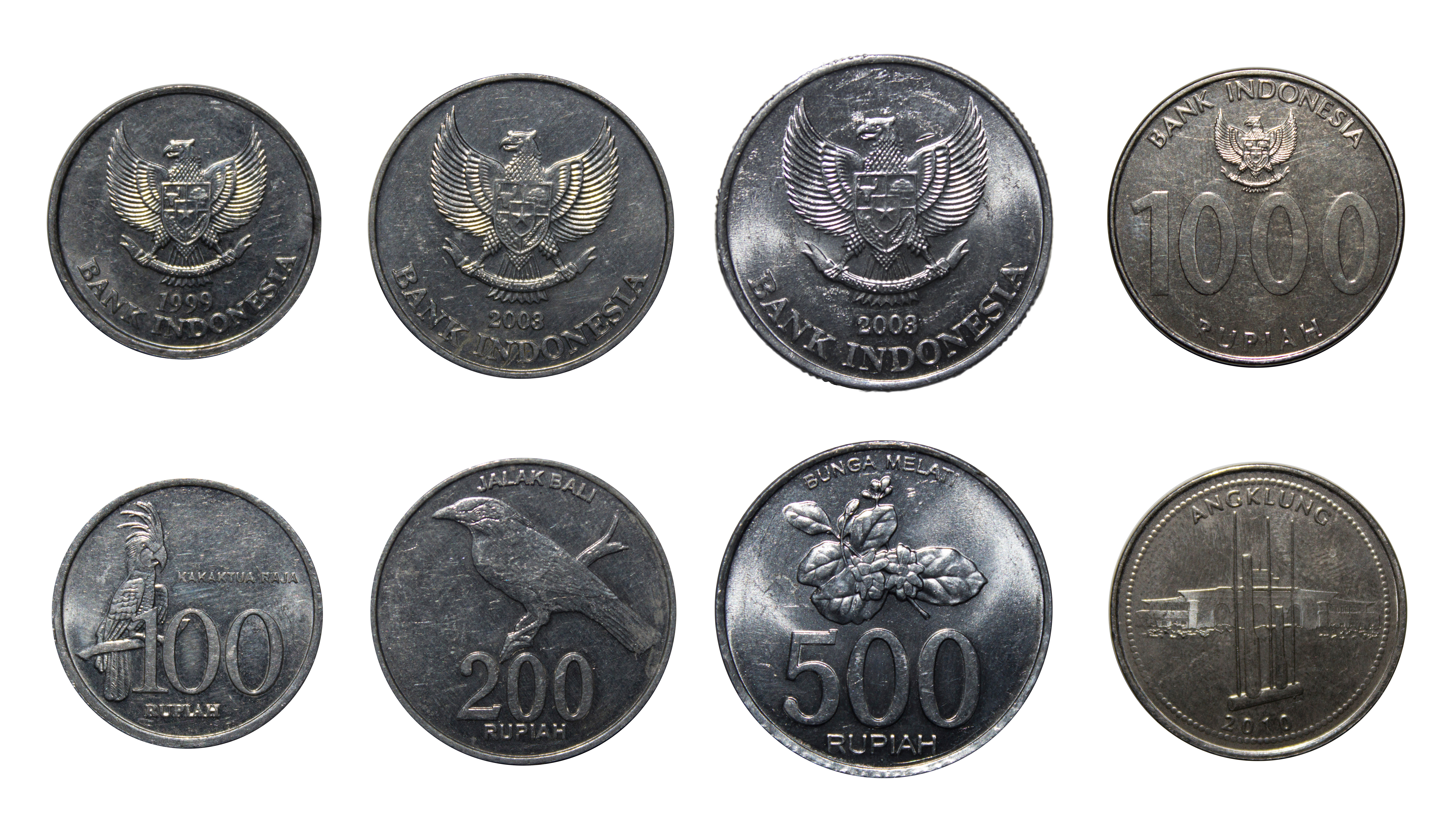
عملات معدنية بقيمة 100 و200 و500 و1000 روبية من سلسلة 1999 و2003 و2010.

عملات الروبية الإندونيسية حيث صدرت العملات الأولى للروبية الإندونيسية في عامي 1951 و1952 أي بعد عام أو نحو ذلك من طباعة أول أوراق نقدية من الروبية الإندونيسية وذلك بعد معاهدة السلام مع هولندا في نوفمبر/تشرين الثاني 1949. ومع أن الحكومة الإندونيسية المؤقتة أصدرت عملة ثورية بين عامي 1945 و1949 فإنها كانت كلها مصنوعة من الورق؛ لأن المعدن كان نادراً للغاية بحيث لم تتمكن الحكومة المعزولة دولياً من استخدامه كعملة.
نتيجة للتضخم المرتفع في أواخر الخمسينيات وأوائل الستينيات لم تسك أي عملات معدنية بعد عام 1961 وكانت العملات التي ظلت متداولة لا قيمة لها فعلياً.
في عام 1965 أصدروا "روبية جديدة" مخفضة القيمة في محاولة لترويض التضخم مع أوراق نقدية من فئات 0.01 روبية (1 سنت) إلى 100 روبية - ولم تسك أي عملات معدنية في هذا الوقت. ولكن بحلول عام 1971 أصبح الاقتصاد والتضخم مستقرين في ظل النظام الجديد الذي قاده سوهارتو وأصدروا العملات المعدنية مرة أخرى بفئات 1 و5 و10 و25 و50 روبية مع إضافة عملات معدنية بقيمة 100 روبية بعد عامين. فبسبب التضخم تتكون العملة المعدنية الحالية الآن من 25 روبية و50 روبية و100 روبية و200 روبية و500 روبية و1000 روبية مع أن العملات المعدنية القديمة بقيمة 1 روبية لا تزال قانونية رسميًا من أجل اكتمالها.
على عكس عملة الجولدن الهولندية (التي كانت في الفئات الأعلى مصنوعة من الفضة أو الذهب) كانت عملة الروبية المتداولة دائماً تتكون من معادن أساسية.

## عملة السنت (السين) للروبية (1951-1961)
خلال العامين الأولين وحتى إصدار ما يكفي من العملات المعدنية قاموا بتداول أوراق نقدية حكومية بقيمة 0.10 روبية و0.25 روبية و0.50 روبية. كما لم تطبع فئات أقل ولكن العملات البرونزية القديمة من فئة ½ و1 و2½ سنت من جزر الهند الهولندية ظلت بمثابة عملة قانونية (الفئات الأعلى بدءًا من 1/20 غولدن (5 سنتات) كانت من الفضة ذات قيمة معدنية جوهرية أكبر).
أصدروا العملات المعدنية في عامي 1951 و1952 ومنذ ذلك الحين وحتى عام 1961 حلت محل الأوراق النقدية مع دخول كمية كافية من العملات المعدنية إلى التداول. وبموجب القانون الإندونيسي الذي أصدره الهولنديون في الأصل كانت الحكومة مسؤولة عن إصدار الأموال بقيمة أقل من 5 روبيات (جولدن في العصر الهولندي) وعلى هذا فإن جميع العملات المعدنية كانت تحمل اسم إندونيسيا وليس البنك المركزي.
كانت الفئات هي 0.01 روبية و0.05 روبية و0.10 روبية و0.25 روبية و0.50 روبية. كما أن العملات المعدنية من فئة 0.01 روبية و0.05 روبية تحتوي على ثقوب في المنتصف على غرار العملات النحاسية القديمة الهولندية في حين كانت العملات المعدنية الأخرى صلبة. وكانت جميعها مصنوعة من الألومنيوم باستثناء روبية0.50 والتي كانت مصنوعة من النحاس والنيكل. كانت العملات المعدنية بقيمة 0.01 روبية عديمة القيمة فعليًا ولم يسكوا سوى عدد رمزي قدره 100 ألف عملة وكلها مؤرخة بعام 1952. إذ أن العملات المعدنية بقيمة 0.05 روبية أكثر فائدة وسكت أيضًا بتاريخ 1954 كما كانت العملات المعدنية بقيمة 0.10 روبية.
منذ عام 1954 بدأت إندونيسيا في التوقف عن استخدام الخط الجاوي والذي كان سمة من سمات عملات جزر الهند الشرقية الهولندية وكذلك السلطنات الإسلامية السابقة في الأرخبيل. وكانت عملة 0.50 روبية هي العملة الأولى التي غيروها حيث أزالوا النص العربي من العملة عند سكها في عام 1954.
كانت عملة 0.25 روبية هي العملة التالية التي أزيلت العربية منها مع استبدال كلمة "أندونيسيا" بنظيرتها الجاوية في الطبعة الثانية من العملة المؤرخة في عام 1955 (سكت عملة 0.50 روبية أيضًا في ذلك العام).
أدى التضخم إلى أن أصغر فئة تسك بعد عام 1954 كانت 0.10 روبية والتي أزيلت اللغة العربية من ظهرها أيضًا في سكها الثالث عام 1957، كما سكوا عملات معدنية بقيمة 0.25 روبية و0.50 روبية في عام 1957.
بعد عام 1957 خفضت قيمة عملة النحاس والنيكل بقيمة 0.50 روبية إلى الألومنيوم وهو نفس المعدن المستخدم في العملات المعدنية من الفئة الأقل (والتي لم تسك مرة أخرى أبدًا). ونتيجة لذلك أصبحت عملة 0.50 روبية التي كانت في السابق أثقل عملة ولكنها ثاني أصغر عملة - أكبر قليلاً من عملة 0.01 روبية أكبر عملة متداولة (وإن كانت أخف من سابقتها).
| أولى عملات الروبية الإندونيسية |            |                 |                     |                 |                 |          |        |                                                       | | |
| الصورة                         | الصورة     | البيانات الفنية | البيانات الفنية     | البيانات الفنية | البيانات الفنية | الوصف    | الوصف  | ضرب النقود                                            | وجه العملة | ظهر العملة                                                                                              |
| وجه العملة                     | ظهر العملة | القيمة          | التاريخ             | التركيب         | القطر           | الكتلة   | الحافة | ضرب النقود                                            | وجه العملة | ظهر العملة                                                                                              |
|                                |            | 1 سنت           | 1952                | الألومنيوم      |                 | 0.75غرام | ملساء  | 0.1 مليون                                             | ساق أرز حول الفتحة المركزية "إندونيسيا 1952""1 سن"،علامة دار سك العملة في أوتريخت (عنقود عنب) ومدير دار سك العملة آنذاك (سمكة) | "إندونيسيا 1 سين" بالخط الجاوي حول الفتحة المركزية                                                      |
|                                |            | 5 سنت           | 1951 1954           | الألومنيوم      | 22 ملم          | 1.3غرام  | ملساء  |                                                       | ساق أرز حول ثقب مركزي "إندونيسيا ١٩٥١/١٩٥٤""٥ سنتات"؛ علامة دار السك وعلامة مدير دار السك على عملة ١٩٥١ (وليس على عملة ١٩٥٤)   | "إندونيسيا 5 سين" بالخط الجاوي حول الفتحة المركزية                                                      |
|                                |            | 10 سنت          | 1951 1954 1957      | الألومنيوم      |                 | 1.72غرام | مضلعة  | 50 مليون (1954) 50.2 مليون (1957)                     | دائرة مركزية محززة عليها "10 سنتات" محاطة بـ "إندونيسيا 1951/1954/1957" علامة دار السك والسيد على عملة عام 1951 فقط            | جارودا بانكاسيلا مع إندونيسيا في جاوي (بالخط اللاتيني عام 1957)                                         |
|                                |            | 25 سنت          | 1952 1955 1957      | الألومنيوم      | 27.7 ملم        | 2.2غرام  | مضلعة  | 200 متر (1952) 25.8 متر (1955) 99.8 متر (1957)        | دائرة مركزية محززة عليها "25 سنتًا"، محاطة بـ "إندونيسيا 1952/1955/1957"، علامة دار السك والسيد على عملة عام 1952 فقط           | جارودا بانكاسيلا مع إندونيسيا في جاوي (بالخط اللاتيني في عامي 1955 و1957)                               |
|                                |            | 50 سنت          | 1952 1954 1955 1957 | النحاس والنيكل  |                 | 3.24غرام | مضلعة  | 100 م (1952) 1.3 م (1954) 15 م (1955) 26.3 م (1957)   | دائرة مركزية محززة عليها "50 سنتًا"، محاطة بـ "إندونيسيا 1952/1954/1955/1957"، علامة دار السك والسيد على عملة عام 1952 فقط      | ديبونيغورو "ديبا نيجارا" (أيضًا بالخط الجاوي على عملة عام 1952 فقط)؛ النص أصغر على عملات عامي 1952 و1955 |
|                                |            | 50 سنت          | 1958 1959 1961      | الألومنيوم      | 29 ملم          | 3.02غرام | مضلعة  | 33.7 مليون (1958) 100.0 مليون (1959) 150 مليون (1961) | "50" كبير فوق "سن" في دائرة كبيرة محاطة بـ "جمهورية إندونيسيا 1958/1959/1961"                                                  | جارودا بانكاسيلا مع النص "إندونيسيا"                                                                    |

### عملة ذهبية بقيمة 25 روبية
أصدرت نسخة مختلفة من عملة 1952 بقيمة 0.50 روبية من الذهب بقيمة رسمية 25 روبية (مع عدم وجود قيمة على العملة). تختلف العملة المعدنية عن عملة 0.50 روبية من خلال إظهار شعار "بيكردجا-مينابونج-ميمبانجون" (العمل - التوفير - البناء) وشعار جارودا بدلاً من السنة والفئة. مثل العملات المعدنية الأخرى الصادرة في الفترة 1951-1952 تحمل هذه العملة علامة دار سك العملة في أوتريخت.

### رينغيتإندونيسي واحد يساوي 2½ روبية
لدى الإندونيسيين مثل قديم: seringgit si dua kupang, setali si tiga uang (1 رينغيت هو 2 كوبانغ 1 tali هو 3 uang). يشير المثل إلى أسماء العملات والوحدات النقدية الإندونيسية قبل 17 أغسطس 1945. كما يدعي ويدارتو keping أيضا cepeng hepeng = ¼ سنت وpeser = 1/200 روبية = ½ سنت والسنت = 1/100 روبية وpincang = 1½ سنت ولكن لم تصدر أي عملة معدنية بهذه القيمة على الإطلاق gobang = 1/40 روبية = 2 1/2 سنت وkelip = 1/20 روبية = 5 سنتات وketip أيضا picis ketit = 1/10 روبية = 10 tali = 1/4 روبية = 25 سنت = 3 uang وهو ما يعني المال ukan أيضا ukon = 1/2 روبية = 50 سنت كانت قيمة الروبية تساوي 1 جيلدر من هنديا-بيلاندا جزر الهند الهولندية كوبانج = 1/2 رينجت = 1 1/4 روبية وbenggol = seringgit = 1 رينجت = 2 1/2 روبية = 2 1/2 جيلدر جزر الهند الهولندية. uang مع أن هذا يعني أن الأموال في إندونيسيا كانت مجرد قيمة 1/3 تالي = 8 1/3 سنت إلا أنه لم تصدر أي عملة معدنية بهذه القيمة على الإطلاق. أُطلق اسم كوبانغ على مدينة إندونيسية تقع في جنوب غرب تيمور. وكانت هذه العملة مصنوعة من الذهب وقاموا بتداولها في ولايات آتشيه وسولاويزي والماليزية في بعض أشكالها لعدة قرون.
في عام 1963 أصدرت إندونيسيا عملة معدنية بقيمة 2 1/2 روبية تصور سوكارنو في شكلين واحدة من العملات المعدنية كانت مخصصة لغرب إريان والأخرى كانت مخصصة لإندونيسيا بأكملها ولكن سكوا كلا العملات المعدنية بكميات محدودة للغاية. حيث تبلغ قيمتها وفقًا لكتالوج كراوس 290 دولارًا أمريكيًا للعملة الأولى و100 دولار أمريكي لعملة إيريان. في حين أن كتالوج أن جي سي عبر الإنترنت يقدر قيمة إحدى العملات المعدنية بـ 290 دولارًا أمريكيًا. تقيم عملة غرب إريان بمبلغ 100 دولار أمريكي ولم تطرح للتداول أبدًا ربما بسبب التضخم المفرط الذي حكم الاقتصاد الإندونيسي في عهد سوكارنو وخاصة خلال الفترة من 1959 إلى 1965.

## عملة الروبية (1971-)

### 1971–1973: إعادة إدخال العملات المعدنية إلى إندونيسيا
وبعد أن أصبح التضخم الهائل في ستينيات القرن العشرين تحت السيطرة إلى حد كبير في هذه المرحلة استؤنف إصدار العملات المعدنية بعد توقف دام عشر سنوات وأصدرت العملات المعدنية في الأول من يناير/كانون الثاني عام 1971 من فئات 1 و2 و5 روبية وكلها من الألومنيوم. أضيفت عملات النيكل النحاسية من فئة 10 و25 و50 روبية في 5 أبريل 1971. وتضمنت العملات المعدنية عبارة "بنك إندونيسيا"، ورقم "1" كبير مع "روبية" أسفله وسنة "1970" (عملات معدنية من فئة 1 و2 و5 روبية) أو "1971" (عملات معدنية من فئة 10 و25 و50 روبية) على وجهها الأمامي.
كان ظهر العملات المعدنية يظهر "1 روبية" و"5 روبيات" و"10 روبيات" و"25 روبية" و"50 روبية" بالإضافة إلى تصميمات مختلفة: طائر ذيل المروحة أبيض الحاجب (1 روبية) ساق الأرز والقطن (2 روبية) طائر الدرونجو الأسود (5 روبية) ساق الأرز والقطن مع الكلمات الإندونيسية "تينغكتكان برودوكسي ساندنغ بنغان" ("زيادة إنتاج الملابس والطعام") (10 روبيات) حمامة فيكتوريا المتوجة (25 روبية) وطائر الجنة الأكبر (50 روبية). وكانت الكميات النهائية من هذه العملات: 136 مليون (1 روبية) و139 مليون (2 روبية) و448 مليون (5 روبية) و286 مليون (10 روبية) و1.22 مليار (25 روبية) و1 مليار (50 روبية).
أصدروا عملة 10 روبية كجزء من برنامج العملات والميداليات لمنظمة الأغذية والزراعة التابعة للأمم المتحدة وهو إصدار دولي في النهاية لـ114 دولة. بيعت مجموعة متنوعة من العملات المعدنية لهواة جمع العملات لجمع الأموال لبرنامج الغذاء التابع للأمم المتحدة. بالإضافة إلى البيع لهواة الجمع استخدموا الغالبية العظمى من العملات المعدنية من فئة 10 روبية داخل إندونيسيا - بالإضافة إلى بعض العملات المعدنية النادرة (لم تصدر أي منها في إندونيسيا) وأرادت منظمة الأغذية والزراعة عملات معدنية متداولة ذات فئات منخفضة تدعو إلى زيادة إنتاج الغذاء.
في ذلك الوقت كان سعر الصرف 378 روبية مقابل الدولار الأمريكي لذا فإن أصغر عملة معدنية كانت تساوي حوالي ربع سنت أمريكي (لكن لاحظ أن العملات المعدنية من فئة 1 و 2 روبية لم يعاد إصدارها أبدًا وعلى هذا فإن عملة 5 روبية سرعان ما أصبحت أصغر فئة).
وُسعت مجموعة العملات المعدنية بإضافة عملة معدنية كبيرة الحجم من النحاس والنيكل بقيمة 100 روبية مؤرخة بـ "1973" تُظهر منزلًا قبليًا من مينانجكاباو والتي صدرت في 2 يناير 1974 وفي ذلك الوقت كانت قيمة العملة حوالي 0.24 دولار أمريكي. وقد سك ما مجموعه 913 مليون من هذه العملات. توقفت هذه العملات المعدنية عن كونها عملة قانونية في 25 يونيو 2002 وكانت قابلة للاسترداد في البنوك العامة حتى 24 يونيو 2007 وفي مكاتب بنك إندونيسيا حتى 24 يونيو 2012.
ونتيجة لإعادة سك العملة المعدنية بنجاح في إندونيسيا سحبت الأوراق النقدية التي تقل عن 100 روبية في إندونيسيا بصفة دائمة اعتبارًا من 1 سبتمبر 1975 (وعند هذه النقطة ثبت سعر الصرف عند 415 روبية مقابل الدولار وعلى هذا فإن أكبر فئة من الأوراق النقدية التي سحبوها وهي ورقة 50 روبية كانت قيمتها حوالي 0.10 دولار أمريكي).
العملات الإندونيسية لعام 1971:
| 50 روبية إندونيسية (1971).                                                                                        | 50 روبية إندونيسية (1971).                      |
| --- | ----------------------------------------------- |
| |                                                 |
| الوجه: طائر الجنة الكبير على فرع والقيمة الاسمية.                                                                 | ظهر العملة: القيمة الاسمية محاطة بالبلد والسنة. |
| إجمالي 1,035,435,000 عملة معدنية سكوها في عام 1971. ألغيت العملة المعدنية إلغاء العملة المعدنية في 25 يونيو 2002. |                                                 |

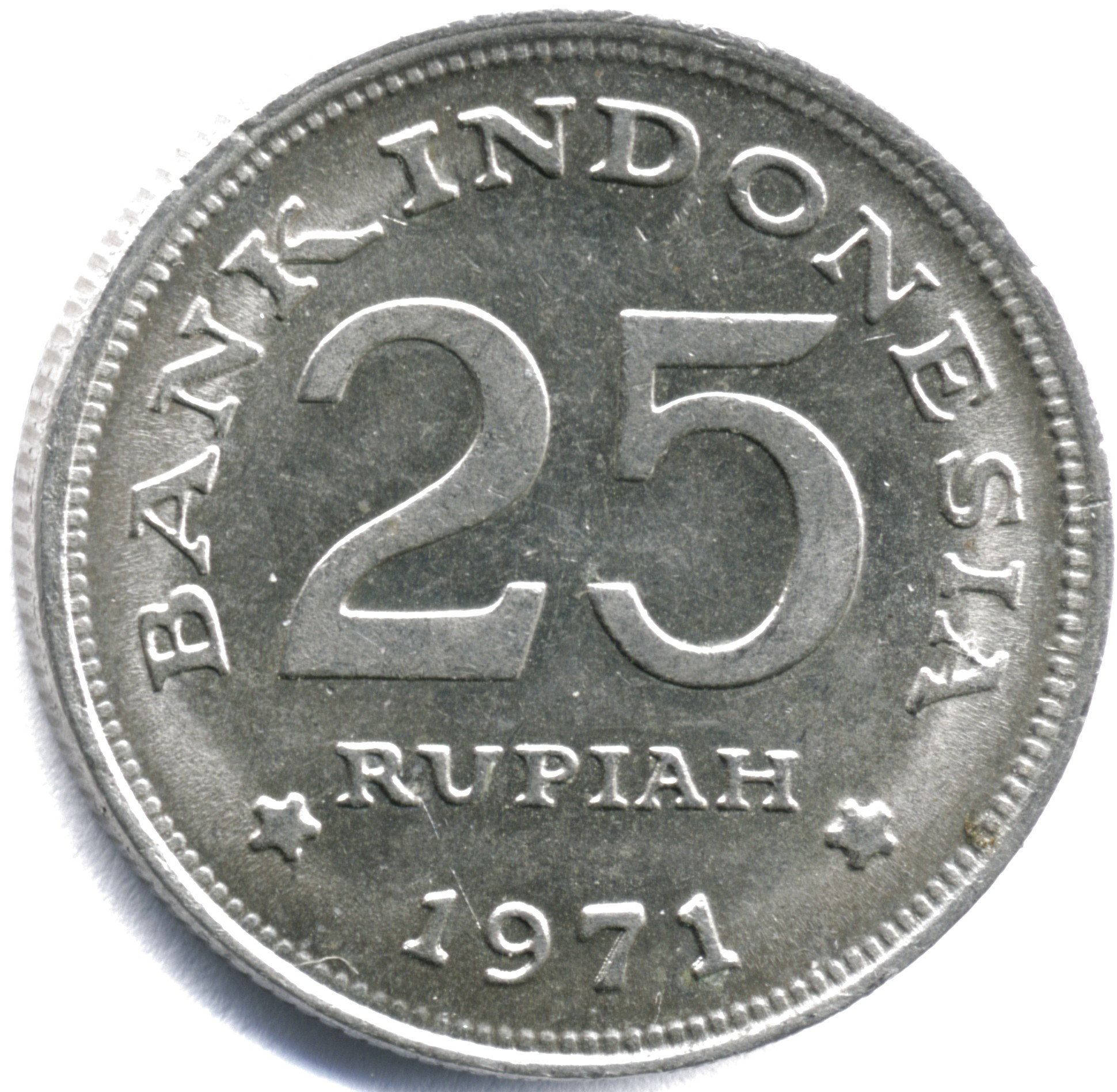
25 روبية الوجه
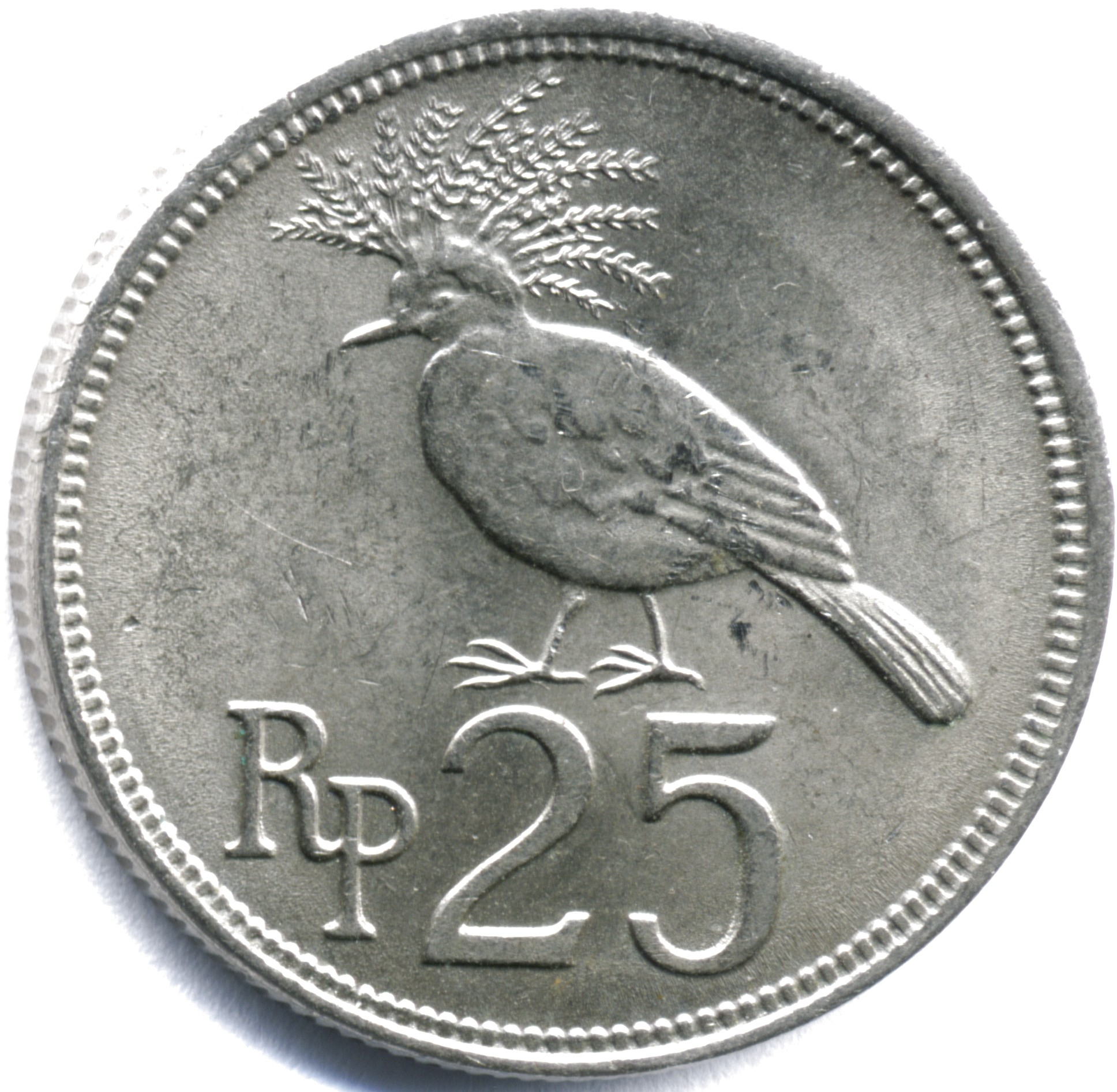
25 روبية الظهر

### 1974: إعادة تصميم العملات المعدنية
عدلت العملة المعدنية المصنوعة من الألومنيوم بقيمة 5 روبية إلى عام 1974 حيث تغير الوجه فقط التاريخ ولكن الوجه الآخر يصور شعار KB ('كيلوارجا بيرينكانا' والمعروف أيضًا باسم تنظيم الأسرة وهي حركة أسستها الحكومة الإندونيسية لأول مرة في عام 1970) أي عائلة مكونة من والدين وطفلين مع سيقان الأرز والقطن وأحرف KB مع النص 'كيلوارجا بيرينكانا' ('تنظيم الأسرة') 'مينوجو كيسجاهترحان راكيات' ('من أجل رفاهية الشعب'). سُك 448 مليون منها.
وُسعت فئة 10 روبية بدرجة كبيرة في عام 1974 مع تغيير التركيب إلى الفولاذ المغطى بالنحاس مع عدم تغيير الوجه الأمامي وغير الوجه الخلفي لإظهار رمز تاباناس مخطط الادخار الوطني الذي أنشأته الحكومة عام 1970 والشعار "مينابونج أونتوك مينونجانج بيمبانجونان" ("الادخار لدعم التنمية") وسُك 223 مليون روبية.
وقد بيعت هاتين العملتين أيضًا لهواة الجمع كجزء من مجموعات منظمة الأغذية والزراعة التابعة للأمم المتحدة.

### 1978–1979: تحديث العملات
منحت 100 روبية لعام 1973 تصميمًا عكسيًا محدثًا في عام 1978 مكتوبًا عليه "هوتلن أنتاك كسجهفرران" (الغابة من أجل الرفاهية) و"1978" وشكل جونونجان وايانج. كما جعلوا العملة المعدنية أقل سمكًا مع من أن أبعادها لم تتغير. وكانت هذه هي العملة المعدنية الرابعة والأخيرة لمنظمة الأغذية والزراعة الإندونيسية.

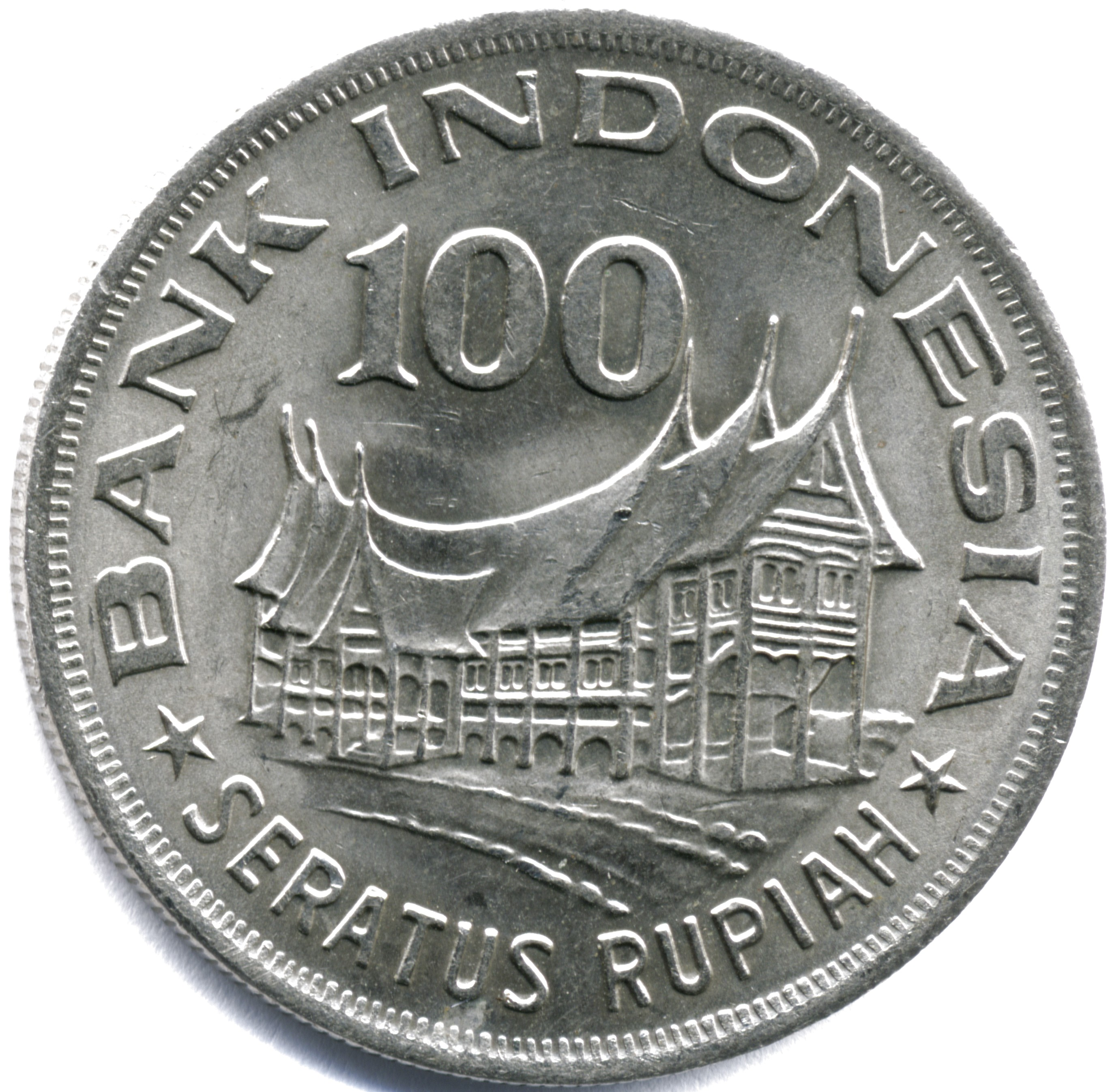
100 روبية 1978 الوجه
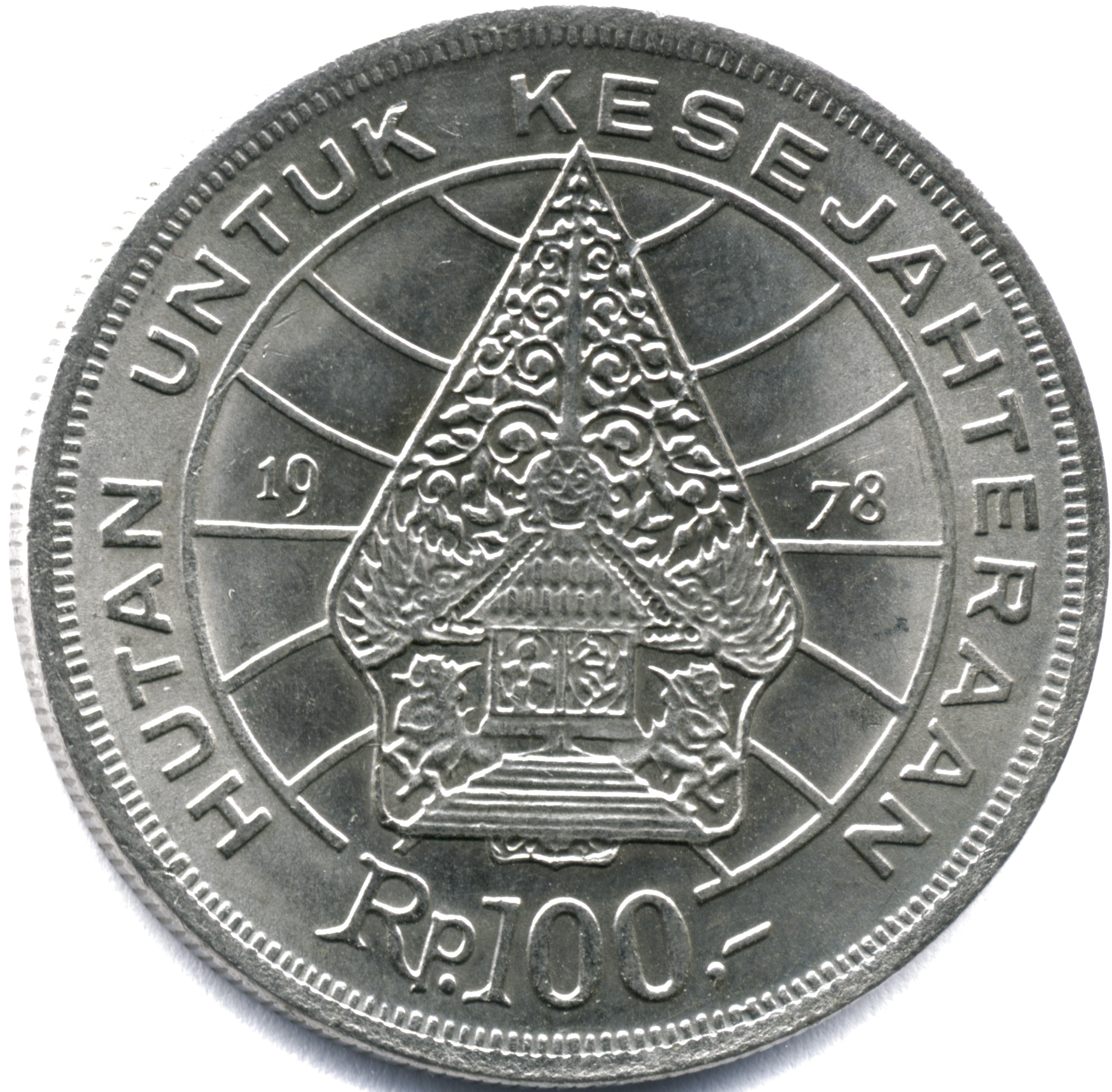
100 روبية 1978 الظهر

وفي الوقت نفسه، حدثت عملة 1974 من فئة 5 روبية إلى "1979" حيث صدرت اعتبارًا من مارس 1980 مع الاحتفاظ برسالتها المتعلقة بتنظيم الأسرة ولكن مع إضافة زخرفة دائرية على كل من الوجه الخلفي والأمامي للعملة وتقلص حجمها من 3.0 إلى 1.4. جرام ومن المفترض أن يكون ذلك بهدف خفض تكلفة الإنتاج. سك 413 مليون قطعة نقدية بتاريخ 1978 في حين أصدروا 5 ملايين قطعة لاحقًا بتاريخ 1995 و1996.
حدثت عملة 10 روبية لعام 1974 على نحو مماثل بالزخارف إلى "1979" وكبرت وغير تركيبها إلى الألومنيوم. سك 286 مليونًا في هذا التاريخ. ولم تصدر أي عملات معدنية بقيمة 10 روبية منذ ذلك الحين.
ألغي تداول جميع العملات المعدنية من سلسلة 1970-1979 باستثناء عملة 1 روبية من سلسلة 1970 مع توقف عملات 2 روبية من سلسلة 1970 وعملات 10 روبيات من سلاسل 1971 و1974 و1979 عن كونها عملة قانونية منذ 15 نوفمبر 1996 وعملات 5 روبية من سلسلة 1970 و1974 وعملات 25 و50 روبية من سلسلة 1971 وعملات 100 روبية من سلسلة 1973 و1978 أصبحت غير صالحة للمعاملات منذ 25 يونيو 2002 وعملات 5 روبية من عملات 1979 (إلى جانب عملات 50 و100 روبية من سلسلة 1991 انظر أدناه) لم تعد عملة قانونية في 30 نوفمبر بعد أربع سنوات.

### 1991: تحديث العملات
منذ عام 1979 لم تصنع أي تصميمات جديدة للعملات المعدنية في إندونيسيا حتى عام 1991. وبالنسبة للعملات الجديدة استبدل النمط القديم للأرقام الكبيرة بشعار غارودا بانكاسيلا الوطني مع السنة و"بنك إندونيسيا" في نص أصغر أسفل الشعار.

كانت العملة المعدنية بقيمة 25 روبية والتي يعود تاريخها إلى عام 1991 والمصنوعة من الألومنيوم والتي تحمل صور جوزة الطيب ونصها الإندونيسي "بواه بالا" و"رب 25" على الوجه الخلفي أصغر عملة يقومون بمراجعتها. سكت نفس العملة أيضًا في الفترة من 1992 إلى 1996 مع سك كميات من 30 و64 و20 و250 و185 و5 ملايين كل عام. لم تصدر أي عملة معدنية بقيمة 25 روبية منذ عام 1996.

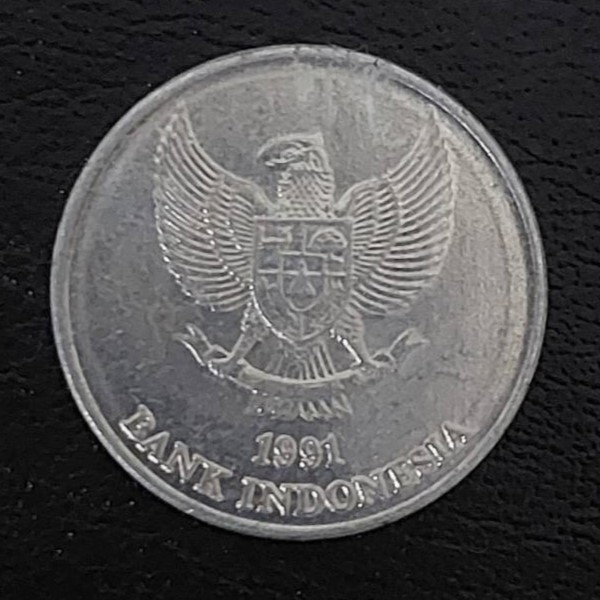
25 روبية 1991 الوجه
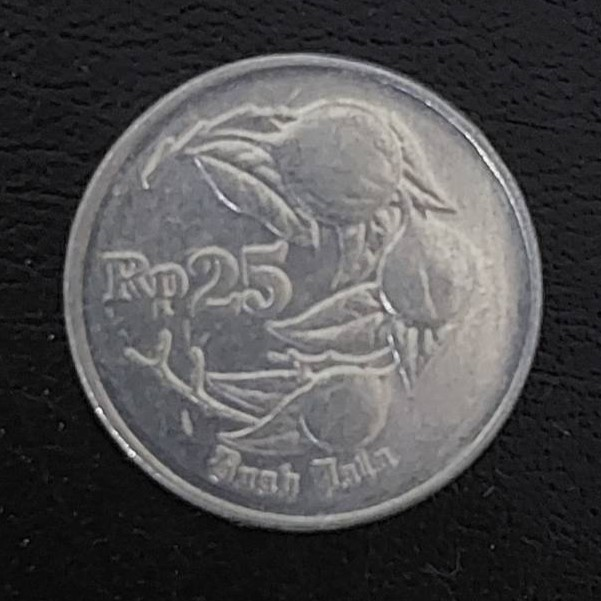
25 روبية 1991 الظهر

تم إصدار عملة معدنية بقيمة 50 روبية عليها صورة تنين كومودو ونص "كومودو" مصنوعة من البرونز والألومنيوم مؤرخة في عام 1991 ثم في أعوام 1992 و1993 و1994 و1995 و1996 و1997 و1998. حيث بلغ عدد النسخ 67 ثم 120 ثم 300 ثم 590 مليونًا ثم 150 ألف نسخة كل عام.

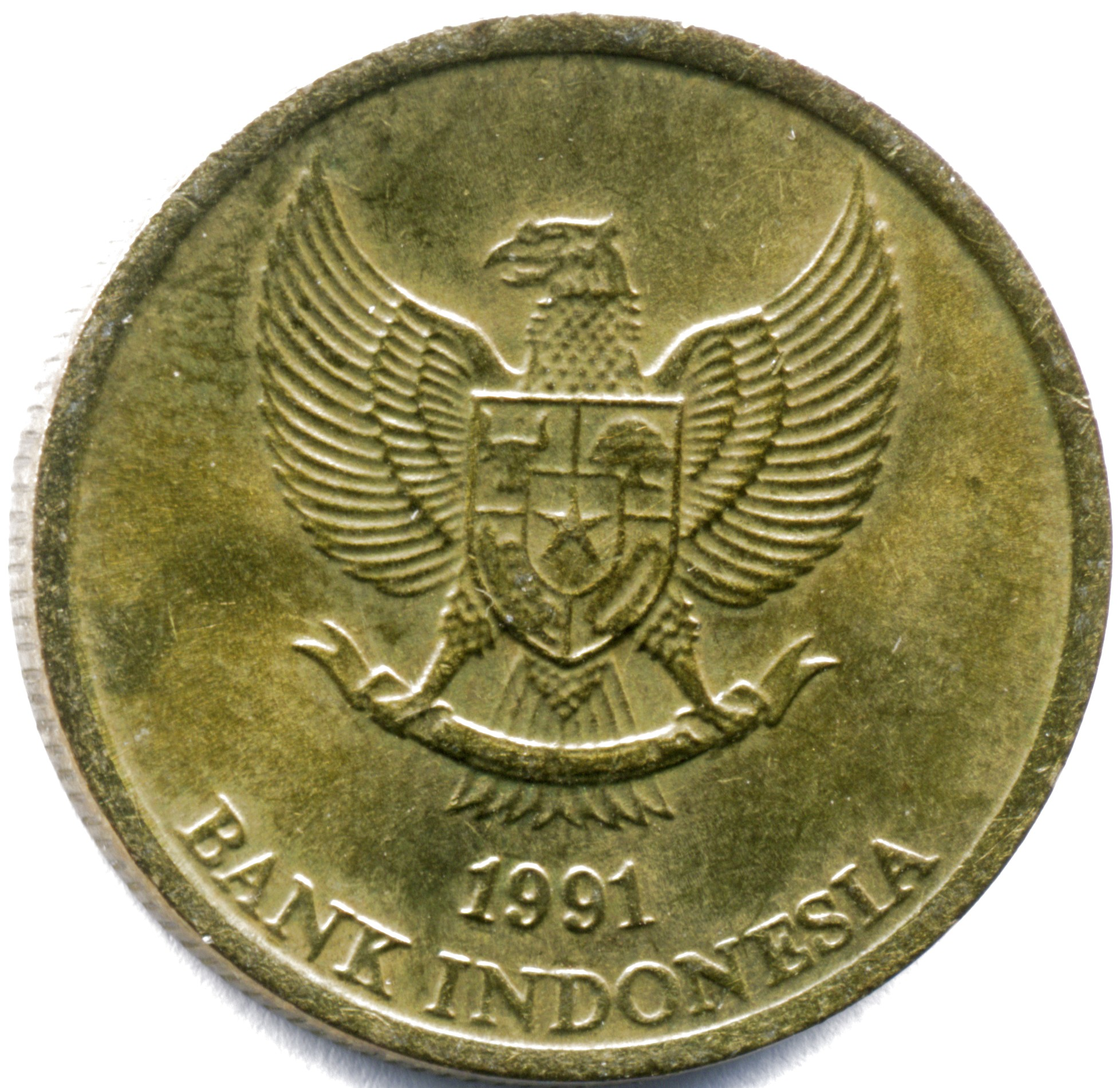
50 روبية 1991 الوجه
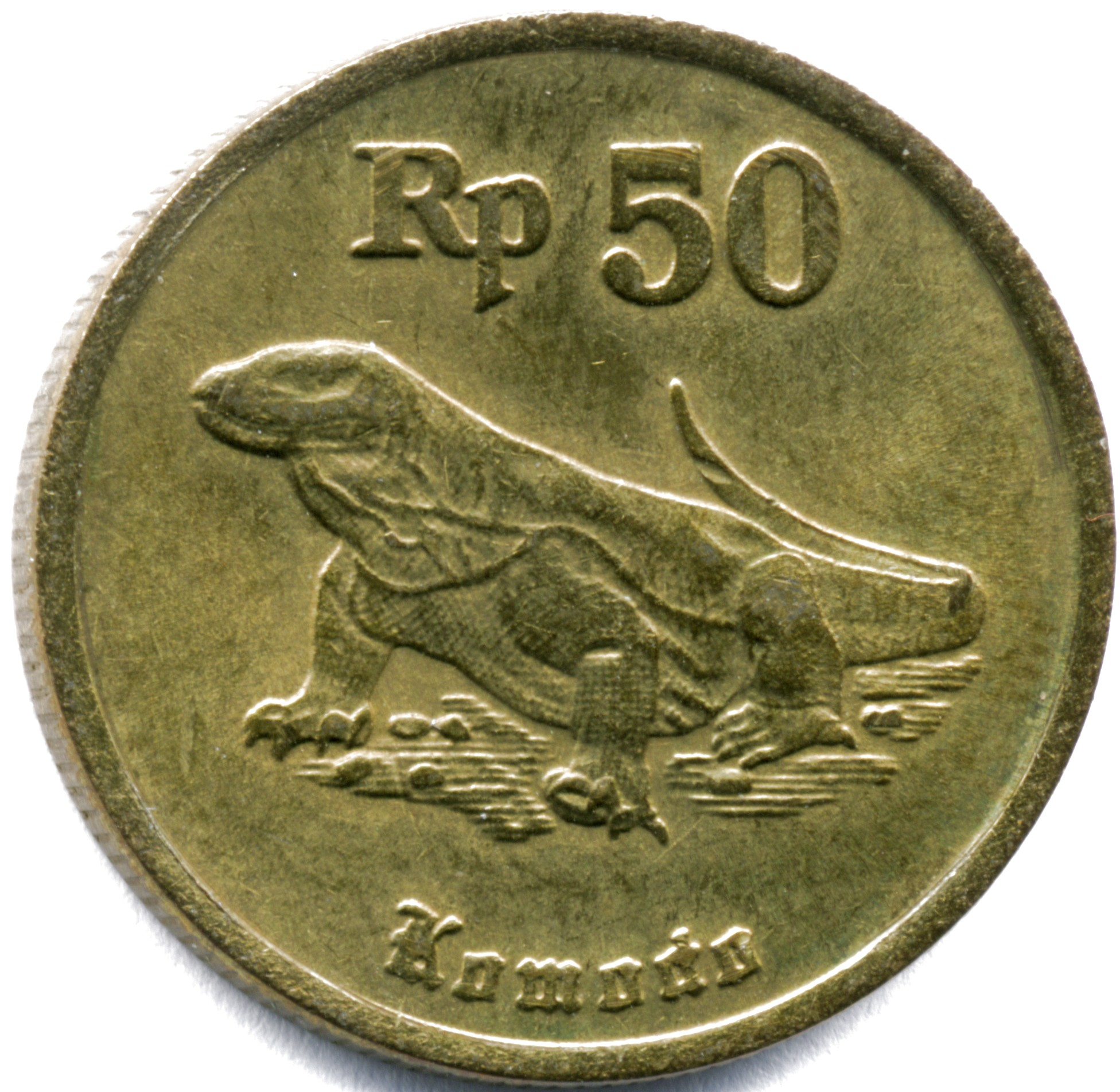
50 روبية 1991 الظهر

كانت العملة المعدنية من فئة 100 روبية المصنوعة أيضًا من الألومنيوم والبرونز تحمل نقشًا مثمنًا ويظهر على ظهرها تصميم ثيران تركض مع نص "كارابان سابي" (سباق الثيران). سكت العملة المعدنية في الفترة من 1991 إلى 1998 مع سك 94 و120 و300 و550 و799 و41 و150 و56 مليون على التوالي.
أصبحت العملة المعدنية بقيمة 500 روبية وهي أيضًا مصنوعة من الألومنيوم والبرونز أول فئة جديدة من العملات المعدنية منذ عام 1973 بقيمة إصدار تبلغ حوالي 0.20 دولار أمريكي. العملة المعدنية تصور على ظهرها زهرة الياسمين مع النص "بونجا ميلاتي". سُكت هذه العملة المعدنية في عامي 1991 و1992 وسُك 71 مليون ثم 100 مليون.
ألغي تداول جميع العملات المعدنية من هذه السلسلة منذ ذلك الحين حيث جردت العملات المعدنية من فئة 100 و50 روبية من وضعها القانوني منذ 30 نوفمبر 2006 وأصبحت العملات المعدنية من فئة 25 روبية غير صالحة للمعاملات منذ 31 أغسطس 2010 وقاموا بإيقاف العملات المعدنية من فئة 500 روبية (مع عملة 1000 روبية من سلسلة 1993 وعملة 500 روبية من سلسلة 1997 انظر أدناه) كعملة قانونية منذ 1 ديسمبر 2023.

### 1993: طرح عملة بقيمة 1000 روبية
في عام 1993 وُسع نطاق فئات العملات المعدنية بإضافة 1000 روبية والتي كانت تساوي آنذاك حوالي 0.40 دولار أمريكي لعملة ثنائية المعدن من النحاس والنيكل والألومنيوم والبرونز. تصور هذه العملة المعدنية شجرة نخيل الزيت (بالإندونيسية:كيلابا ساويت) وتحمل سنوات السك 1993 و1994 و1995 و1996 و1997 و2000.

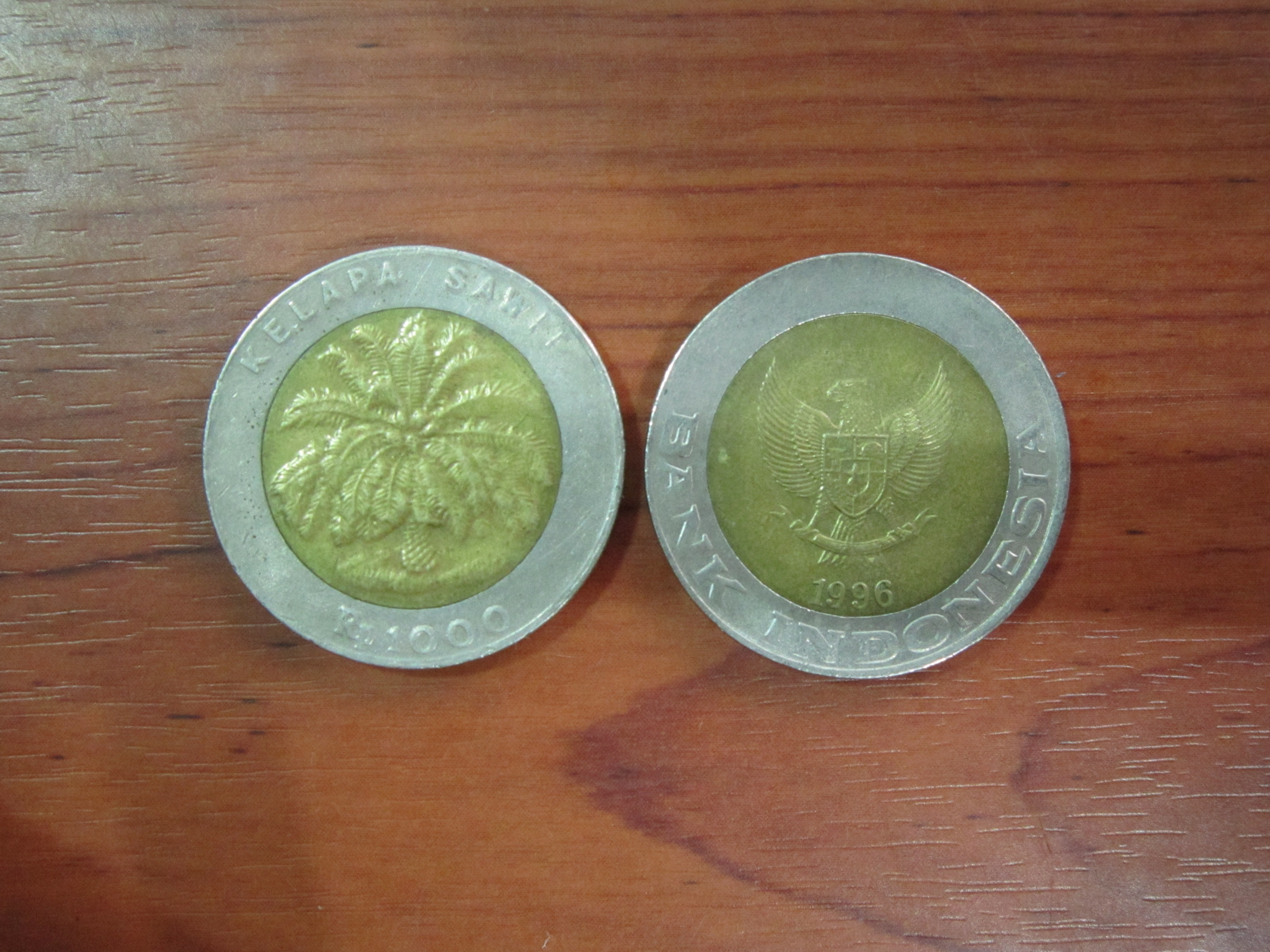
عملتان من هذا النوع تحمل العملة الثانية تاريخ سك العملة 1996

### 1997–1999: تنقيح العملات المعدنية
حدثت عملة الـ 500 روبية في عام 1997 بوضع ورقة ياسمين أصغر فوق عملة الـ 500 روبية المركزية الكبيرة مع عملة الـ 500 روبية الأصغر في الأسفل ونفس مادة الألومنيوم والبرونز. سكت العملة بتاريخ 1997 و2000 و2001 و2002 و2003.
كان تصميم العملة التالية هو عملة "1999" بقيمة 50 روبية والتي سكوها من الألومنيوم والتي تظهر طائر الأوريول ذو العنق الأسود. كما هو الحال مع عملة الـ 500 روبية فإن الوجه الخلفي للعملة يحمل قيمة رقمية أكبر. التواريخ هي 1999 و2001 و2002.
كما عدلت عملة الـ 100 روبية بنفس الطريقة إلى عملة من الألومنيوم من عام 1999 والتي تصور طائر الكوكاتو. تواريخ السك هي كل عام من عام 1999 إلى عام 2005.
جميع العملات المعدنية لهذه السلسلة باستثناء عملة 500 روبية التي سحبوها في 1 ديسمبر 2023 هي عملة قانونية.

### 2003: تنقيح العملات المعدنية
شهد عام 2003 طرح عملة ألمنيوم فئة 200 روبية تحمل صورة زرزور بالي (جالاك بالي) كفئة جديدة بنفس أسلوب عملات 50 و100 روبية، وقد سُجِّل تاريخها بـ "2003". في غضون ذلك أُعيد تصميم عملة الياسمين فئة 500 روبية حيث استُبدل معدنها بالألمنيوم وكُبِّر حجمها وغُيِّر تاريخها إلى "2003".

### 2010: تحديث العملة المعدنية من فئة 1000 روبية
إلى جانب إطلاق النسخة المعدلة (إصدار 2005) من عملة 10000 روبية في عام 2010 قام بنك إندونيسيا بتحديث عملة الـ1000 روبية والتي تتميز بتصميم ظهر العملة المعدنية أنغكلونغ وجيدونج ستاتي في الخلفية. أصدرت العملة المعدنية من الفولاذ المطلي بالنيكل لتحل محل العملة المعدنية السابقة.

### 2016: تعديلات على العملات المعدنية
وآخر تنقيح للعملات المعدنية في إندونيسيا كان في ديسمبر 2016. أصدرت العملات المعدنية الجديدة مع الأوراق النقدية الجديدة. فلأول مرة هناك أشخاص حقيقيون صُوروا على عملات غير تذكارية. صُور هيرمان يوهانس على 100 روبية وتجيبتو مانجوينكويسوميو على 200 روبية وتي بي سيماتوبانج علىل 500 روبية، وآي غوستي كيتوت بوجا على 1000 روبية معدنية.

## العملة المتداولة للروبية الإندونيسية
اعتبارًا من عام 2024 هناك ثلاث سلاسل من العملات المعدنية متداولة: عملات ألومنيوم مؤرخة 1999-2003 وعملات فولاذية مطلية بالنيكل بقيمة 1000 روبية مؤرخة عام 2010 وعملات أبطال إندونيسيا الوطنيين مؤرخة عام 2016. ونادرًا ما تُرى العملات الثلاث الأولى في التداول حيث غالبًا ما تُباع في الوقت الحاضر كعناصر لهواة الجمع بأسعار أعلى من قيمتها الاسمية بسبب ندرتها.
| عملات الروبية الإندونيسية | عملات الروبية الإندونيسية | عملات الروبية الإندونيسية | عملات الروبية الإندونيسية | عملات الروبية الإندونيسية | عملات الروبية الإندونيسية | عملات الروبية الإندونيسية | عملات الروبية الإندونيسية | عملات الروبية الإندونيسية        | عملات الروبية الإندونيسية                | عملات الروبية الإندونيسية |
| ------------------------- | ------------------------- | ------------------------- | ------------------------- | ------------------------- | ------------------------- | ------------------------- | ------------------------- | -------------------------------- | ---------------------------------------- | ------------------------- |
| الصورة                    | الصورة                    | القيمة                    | السلسلة                   | القطر                     | السماكة                   | الوزن                     | المواد                    | وجه العملة                       | ظهر العملة                               | التوفر                    |
| وجه العملة                | ظهر العملة                | القيمة                    | السلسلة                   | القطر                     | السماكة                   | الوزن                     | المواد                    | وجه العملة                       | ظهر العملة                               | التوفر                    |
|                           |                           | روبية 50                  | 1999                      | 20 ملم                    | 2 ملم                     | 1.36 g                    | الألومنيوم                | غارودا بانكاسيلا                 | طائر الكيبودانج وقيمة العملة             | منخفض                     |
|                           |                           | روبية 100                 | 1999                      | 23 ملم                    | 2 ملم                     | 1.79 g                    | الألومنيوم                | غارودا بانكاسيلا                 | طائر كوكاتو النخيل وقيمة العملة          | عالي                      |
|                           |                           | روبية 100                 | 2016                      | 23 ملم                    | 2 ملم                     | 1.79 g                    | الألومنيوم                | قيمة العملة                      | هيرمان يوهانس وغارودا بانكاسيلا          | عالي                      |
|                           |                           | روبية 200                 | 2003                      | 25 ملم                    | 2.3 ملم                   | 2.38 g                    | الألومنيوم                | غارودا بانكاسيلا                 | طائر الزرزور البالي وقيمة العملة         | عالي                      |
|                           |                           | روبية 200                 | 2016                      | 25 ملم                    | 2.2 ملم                   | 2.38 g                    | الألومنيوم                | قيمة العملة                      | تجيبتو مانجوينكويسوميو وغارودا بانكاسيلا | عالي                      |
|                           |                           | روبية 500                 | 2003                      | 27 ملم                    | 2.5 ملم                   | 3.1 g                     | الألومنيوم                | غارودا بانكاسيلا                 | زهرة الياسمين وقيمة العملة               | عالي                      |
|                           |                           | روبية 500                 | 2016                      | 27 ملم                    | 2.35 ملم                  | 3.1 g                     | الألومنيوم                | قيمة العملة                      | تي. بي. سيماتوبانج وغارودا بانكاسيلا     | عالي                      |
|                           |                           | روبية 1,000               | 2010                      | 24.15 ملم                 | 1.6 ملم                   | 4.5 g                     | الفولاذ المطلي بالنيكل    | غارودا بانكاسيلا and قيمة العملة | أنغكلونغ وجيدونغ ستاتي                   | عالي                      |
|                           |                           | روبية 1,000               | 2016                      | 24.10 ملم                 | 1.45 ملم                  | 4.5 g                     | الفولاذ المطلي بالنيكل    | قيمة العملة                      | آي جوستي كيتوت بوجا وغارودا بانكاسيلا    | عالي                      |

## العملات التذكارية
مع أن العملات المعدنية المتداولة في إندونيسيا لم تُصنع أبدًا من المعادن الثمينة فقد أصدر عدد من الإصدارات الخاصة منذ إعادة إدخال العملات المعدنية إلى إندونيسيا في عام 1970 من الفضة أو الذهب. وباعتبارها عملات تذكارية فقد باعوها جميعها بأعلى من قيمتها الجوهرية وأعلى من قيمتها الاسمية أيضًا.
جميع العملات المعدنية التي ضربوها هي عملات معدنية مقاومة للتآكل باستثناء عملة دبليو دبليو أف لعام 1974 والتي أصدروها من 50% فضة غير مقاومة للتآكل وذهب مقاوم وغير مقاوم للتآكل.
سُك 36000 قطعة ذهبية من 1952 50 سين في ذلك العام مع استبدال تصميم الوجه بجارودا بانكاسيلا والنص "إندونيسيا" "بيركيردجا مينابونج ميمبانجون".
وباستثناء إصدارات الصندوق العالمي للطبيعة ومنظمة إنقاذ الطفولة والتي تتمتع بمعروض جيد فإن معظم العملات المعدنية نادرة نسبياً وتتمتع بعلاوات جيدة على قيمتها الذهبية.
وقد طرحت الإصدارات التالية:
| العملات التذكارية الإندونيسية | العملات التذكارية الإندونيسية                                   | العملات التذكارية الإندونيسية | العملات التذكارية الإندونيسية | العملات التذكارية الإندونيسية | العملات التذكارية الإندونيسية | العملات التذكارية الإندونيسية | العملات التذكارية الإندونيسية | العملات التذكارية الإندونيسية                          | العملات التذكارية الإندونيسية                                                        | العملات التذكارية الإندونيسية | العملات التذكارية الإندونيسية                                                           | العملات التذكارية الإندونيسية            | العملات التذكارية الإندونيسية |
| الإصدار                       | سبب الإصدار                                                     | المواد                        | القيمة الاسمية                | القطر                         | السماكة                       | النقاء                        | الوزن                         | وجه العملة                                             | ظهر العملة                                                                           | حدود السك                     | أوراق نقدية                                                                             | إيه جي دبليو/إيه أس دبليو (أونصة طروادة) | الإلغاء                       |
| ----------------------------- | --------------------------------------------------------------- | ----------------------------- | ----------------------------- | ----------------------------- | ----------------------------- | ----------------------------- | ----------------------------- | ------------------------------------------------------ | ------------------------------------------------------------------------------------ | ----------------------------- | --------------------------------------------------------------------------------------- | ---------------------------------------- | ----------------------------- |
| 1970                          | 25 عاما من الاستقلال                                            | فضة                           | روبية 200                     |                               |                               | 0.999                         | 8غ                            | "1945-1970" "200 روبية" "1970" غارودا بانكاسيلا        | "جمهورية إندونيسيا" "25 طاهون كمردكان" طائر الجنة الأكبر                             | 5100                          |                                                                                         | 0.2569                                   | 30 أغسطس 2021                 |
| 1970                          | 25 عاما من الاستقلال                                            | فضة                           | روبية 250                     |                               |                               | 0.999                         | 10غرام                        | "1945-1970" "250 روبية" "1970" غارودا بانكاسيلا        | "جمهورية إندونيسيا" "25 طاهون كمردكان" تمثال مانجوسري من معبد تومبانج مالانج         | 5,000                         |                                                                                         | 0.3212                                   | 30 أغسطس 2021                 |
| 1970                          | 25 عاما من الاستقلال                                            | فضة                           | روبية 500                     |                               |                               | 0.999                         | 20غرام                        | "1945–1970" "500 روبية" "1970" غارودا بانكاسيلا        | "جمهورية إندونيسيا" "25 طاهون كمردكان" راقصة وايانغ                                  | 4,800                         |                                                                                         | 0.6423                                   | 30 أغسطس 2021                 |
| 1970                          | 25 عاما من الاستقلال                                            | فضة                           | روبية 750                     |                               |                               | 0.999                         | 30غرام                        | "1945–1970" "750 روبية" "1970" غارودا بانكاسيلا        | "جمهورية إندونيسيا" "25 طاهون كمردكان" نحت النسر البالي                              | 4,950                         |                                                                                         | 0.9635                                   | 30 أغسطس 2021                 |
| 1970                          | 25 عاما من الاستقلال                                            | فضة                           | روبية 1,000                   |                               |                               | 0.999                         | 40غرام                        | "1945–1970" "1000 روبية" "1970" غارودا بانكاسيلا       | "جمهورية إندونيسيا" "25 طاهون كمردكان" سويديرمان                                     | 4,250                         |                                                                                         | 1.2847                                   | 30 أغسطس 2021                 |
| 1970                          | 25 عاما من الاستقلال                                            | ذهب                           | روبية 2,000                   | 18 ملم                        |                               | 0.900                         | 4.93غرام                      | "1945–1970" "2000 روبية" "1970" غارودا بانكاسيلا       | "جمهورية إندونيسيا" "25 طاهون كمردكان" طائر الجنة الأكبر                             | 2,970                         | إعادة تشغيل عملات العام في إندونيسيا                                                    | 0.1426                                   | 30 أغسطس 2021                 |
| 1970                          | 25 عاما من الاستقلال                                            | ذهب                           | روبية 5,000                   | 30 ملم                        |                               | 0.900                         | 12.34غرام                     | "1945–1970" "5000 روبية" "1970" غارودا بانكاسيلا       | "جمهورية إندونيسيا" "25 طاهون كمردكان" تمثال مانجوسري من معبد تومبانج، مالانج        | 2,150                         |                                                                                         | 0.3571                                   | 30 أغسطس 2021                 |
| 1970                          | 25 عاما من الاستقلال                                            | ذهب                           | روبية 10,000                  | 40 ملم                        |                               | 0.900                         | 24.68غرام                     | "1945–1970" "10000 روبية" "1970" غارودا بانكاسيلا      | "جمهورية إندونيسيا" "25 طاهون كمردكان" راقصة وايانغ                                  | 1,440                         |                                                                                         | 0.7141                                   | 30 أغسطس 2021                 |
| 1970                          | 25 عاما من الاستقلال                                            | ذهب                           | روبية 20,000                  | 50 ملم                        |                               | 0.900                         | 49.37غرام                     | "1945–1970" "20000 روبية" "1970" غارودا بانكاسيلا      | "جمهورية إندونيسيا" "25 طاهون كمردكان" نحت النسر البالي                              | 1,285                         |                                                                                         | 1.4285                                   | 30 أغسطس 2021                 |
| 1970                          | 25 عاما من الاستقلال                                            | ذهب                           | روبية 25,000                  | 54 ملم                        |                               | 0.900                         | 61.71غرام                     | "1945–1970" "25000 روبية" "1970" غارودا بانكاسيلا      | "جمهورية إندونيسيا" "25 طاهون كمردكان" سويديرمان                                     | 970                           |                                                                                         | 1.7855                                   | 30 أغسطس 2021                 |
| 1974                          | التوعية بالحيوانات المهددة بالانقراض من الصندوق العالمي للطبيعة | فضة                           | روبية 2,000                   | 38.61 ملم                     | 2.75 ملم                      | 0.925                         | 28.28غرام                     | "بنك إندونيسيا" "1974" غارودا بانكاسيلا                | النمر الجاوي "2000 روبية"                                                            | 18,000 proof                  | عملات معدنية مسكوكة من دار سك العملة الملكية. أصدرت عملات معدنية مماثلة في 11 دولة أخرى | 0.841                                    | 30 أغسطس 2021                 |
| 1974                          | التوعية بالحيوانات المهددة بالانقراض من الصندوق العالمي للطبيعة | فضة                           |                               |                               |                               | 0.500                         | 25.65غرام                     | "بنك إندونيسيا" "1974" غارودا بانكاسيلا                |                                                                                      | 43,000                        |                                                                                         | 0.4123                                   | 30 أغسطس 2021                 |
| 1974                          | التوعية بالحيوانات المهددة بالانقراض من الصندوق العالمي للطبيعة | فضة                           | روبية 5,000                   | 42 ملم                        | 2.87 ملم                      | 0.925                         | 35.00غرام                     | "بنك إندونيسيا" "1974" غارودا بانكاسيلا                | إنسان الغاب "5000 روبية"                                                             | 17,000 عملة إثبات             |                                                                                         | 1.0408                                   | 30 أغسطس 2021                 |
| 1974                          | التوعية بالحيوانات المهددة بالانقراض من الصندوق العالمي للطبيعة | فضة                           |                               |                               |                               | 0.500                         | 32.00غرام                     | "بنك إندونيسيا" "1974" غارودا بانكاسيلا                |                                                                                      | 43,000                        |                                                                                         | 0.5144                                   | 30 أغسطس 2021                 |
| 1974                          | التوعية بالحيوانات المهددة بالانقراض من الصندوق العالمي للطبيعة | ذهب                           | روبية 100,000                 | 34 ملم                        | 2.49 ملم                      | 0.900                         | 33.437غرام                    | "بنك إندونيسيا" "1974" غارودا بانكاسيلا                | تنين كومودو "100000 روبية"                                                           | 5,333 زائد 1,369 إثبات        |                                                                                         | 0.9675                                   | 30 أغسطس 2021                 |
| 1987                          | الصندوق العالمي للطبيعة 25 عاما                                 | فضة                           | روبية 10,000                  | 36 ملم                        |                               | 0.925                         | 19.44غرام                     | "بنك إندونيسيا" "1987" غارودا بانكاسيلا                | بابيروسا "10000 روبية"                                                               | 25,000                        | سكته دار السك الملكية. إصدار عملات معدنية مماثلة في 16 دولة أخرى                        | 0.5781                                   | 30 أغسطس 2021                 |
| 1987                          | الصندوق العالمي للطبيعة 25 عاما                                 | ذهب                           | روبية 200,000                 | 25 ملم                        |                               | 0.917                         | 10غرام                        | "بنك إندونيسيا" "1987" غارودا بانكاسيلا                | وحيد القرن الجاوي "200000 روبية"                                                     | 5,000                         |                                                                                         | 0.2948                                   | 30 أغسطس 2021                 |
| 1990                          | 70 عامًا من منظمة إنقاذ الطفولة                                  | فضة                           | روبية 10,000                  | 36 ملم                        |                               | 0.925                         | 19.44غرام                     | "بنك إندونيسيا" "1990" غارودا بانكاسيلا                | "أنقذوا الأطفال" "10000 روبية" 2 أطفال يلعبون كرة الريشة                             | 20,000                        | عملات مماثلة في 22 دولة أخرى                                                            | 0.5781                                   | 30 أغسطس 2021                 |
| 1990                          | 70 عامًا من منظمة إنقاذ الطفولة                                  | ذهب                           | روبية 200,000                 | 25 ملم                        |                               | 0.917                         | 10غرام                        | "بنك إندونيسيا" "1990" غارودا بانكاسيلا                | "أنقذوا الأطفال" "200000 روبية" راقصة بالية                                          | 3,000                         | عملات مماثلة في 12 دولة أخرى                                                            | 0.2948                                   | 30 أغسطس 2021                 |
| 1990                          | 45 عاما من الجمهورية                                            | ذهب                           | روبية 125,000                 |                               |                               | 0.9583                        | 8غرام                         | غارودا بانكاسيلا "1990" "بنك إندونيسيا                 | متحف جوانج 45 (متحف النضال) "125000 روبية"                                           | 16,000                        |                                                                                         | 0.2464                                   | 30 أغسطس 2021                 |
| 1990                          | 45 عاما من الجمهورية                                            | ذهب                           | روبية 250,000                 |                               |                               |                               | 17غرام                        | غارودا بانكاسيلا "1990" "بنك إندونيسيا                 | "نوسانتارا" "1945-1990" "250000 روبية" خريطة إندونيسيا                               | 16,000                        |                                                                                         | 0.5236                                   | 30 أغسطس 2021                 |
| 1990                          | 45 عاما من الجمهورية                                            | ذهب                           | روبية 750,000                 |                               |                               |                               | 45غرام                        | غارودا بانكاسيلا "1990" "بنك إندونيسيا                 | غارودا بانكاسيلا مع النص "أنجكاتان 45" وإكليل من الأرز والقطن. "750000 روبية"        | 16,000                        |                                                                                         | 1.386                                    | 30 أغسطس 2021                 |
| 1995                          | 50 عاما من الجمهورية                                            | ذهب                           | روبية 300,000                 | 25 ملم                        | 1.85 ملم                      |                               | 17غرام                        | "بنك إندونيسيا" "1995" "300000 روبية" غارودا بانكاسيلا | "50 تاهون ر.ي." سوهارتو يتحدث للشعب                                                  | 3000 مجموعة                   |                                                                                         | 0.5237                                   | 30 أغسطس 2022                 |
| 1995                          | 50 عاما من الجمهورية                                            |                               | روبية 850,000                 | 35 ملم                        | 2.78 ملم                      |                               | 50غرام                        | "بنك إندونيسيا" "1995" "850000 روبية" غارودا بانكاسيلا | "ليما بولوه تاهون كيميرديكان جمهورية إندونيسيا" سوهارتو                              |                               |                                                                                         | 1.5404                                   | 30 أغسطس 2022                 |
| 1999                          | 50 عاما من اليونيسف                                             | فضة                           | روبية 10,000                  | 38.61 ملم                     |                               | 0.925                         | 28.28غرام                     | "بنك إندونيسيا" "1999" غارودا بانكاسيلا                | "من أجل أطفال العالم" "10000 روبية" صبي وفتاة كشافة يزرعون واحدة من مليون شجرة       | 25,000                        | عملات معدنية مماثلة صدرت في بلدان أخرى                                                  | 0.841                                    | N/A                           |
| 1999                          | 50 عاما من اليونيسف                                             | ذهب                           | روبية 150,000                 | 22 ملم                        |                               | 0.9999                        | 6.22غرام                      | "بنك إندونيسيا" "1999" غارودا بانكاسيلا                | "من أجل أطفال العالم" "150000 روبية" صبي على كودا مقطوع (حصان الخيزران الجاوي للرقص) | 10,000                        | عملات معدنية مماثلة صدرت في بلدان أخرى                                                  | 0.1998                                   | N/A                           |
| 2001                          | مرور 100 عام على ميلاد "بونج كارنو"                             | فضة                           | روبية 25,000                  | 38.61 ملم                     |                               | 0.925                         | 28.28غرام                     | "بنك إندونيسيا" "2001" غارودا بانكاسيلا                | "100 تاهون بونج كارنو (1901-2001)" "25000 روبية" سوكارنو في الملف الشخصي             | 500                           |                                                                                         | 0.841                                    | N/A                           |
| 2001                          | مرور 100 عام على ميلاد "بونج كارنو"                             | ذهب                           | روبية 500,000                 | 28.2 ملم                      |                               | 0.9999                        | 15غرام                        | "بنك إندونيسيا" "2001" غارودا بانكاسيلا                | "100 تاهون بونج كارنو (1901-2001)" "500000 روبية" مواجهة سوكارنو                     | 500                           |                                                                                         | 0.4818                                   | N/A                           |
| 2002                          | مرور 100 عام على ميلاد "بونج هاتا"                              | فضة                           | روبية 25,000                  | 38.61 ملم                     |                               | 0.925                         | 28.28غرام                     | "بنك إندونيسيا" "2002" غارودا بانكاسيلا                | "ساتواباد بونج هاتا (1902-2002)" "25000 روبية" هاتا ينظر إلى اليسار                  | 2,000                         |                                                                                         | 0.841                                    | N/A                           |
| 2002                          | مرور 100 عام على ميلاد "بونج هاتا"                              | ذهب                           | روبية 500,000                 | 28.2 ملم                      |                               | 0.9999                        | 15غرام                        | "بنك إندونيسيا" "2002" غارودا بانكاسيلا                | "ساتواباد بونج هاتا (1902-2002)" "500000 روبية" هاتا ينظر إلى اليمين                 | 2,000                         |                                                                                         | 0.4818                                   | N/A                           |